# Nina Simone at Town Hall
Albums de Nina Simone
The Amazing Nina Simone
(1959) Nina Simone at Newport
(1960)
Nina Simone at Town Hall est un album live de la chanteuse et pianiste de jazz Nina Simone paru en 1959 pour le label Colpix Records. Il est enregistré en public le 15 septembre 1959 dans la salle de spectacle The Town Hall située à New York. Certaines chansons interprétées lors du concert ont été ré-enregistrées en studio pour l'album.

## Titres
L'album contient onze plages pour dix titres, Summertime étant répartie en deux plages : la longue introduction instrumentale et la partie chantée. Nina interprète ici pour la première fois des morceaux qui figureront parmi ses classiques : Black Is the Color of My True Love's Hair, The Other Woman et Wild Is the Wind. Y figurent deux chansons associant amour et infidélité, The Other Woman et You Can Have Him. Exactly Like You et Fine And Mellow sont deux chansons issues du répertoire de la chanteuse Billie Holiday que Nina Simone apprécie particulièrement.
| N°     | Titre                                     | Compositeur                                   | Durée |
| ------ | ----------------------------------------- | --------------------------------------------- | ----- |
| Face 1 |                                           |                                               |       |
| 1.     | Black Is The Color Of My True Love's Hair | Traditionnel                                  | 3:23  |
| 2.     | Exactly Like You                          | Jimmy McHugh, Dorothy Fields                  | 3:06  |
| 3.     | The Other Woman                           | Nina Simone, Jessie Mae Robinson              | 2:52  |
| 4.     | Under The Lowest                          | Nina Simone                                   | 5:18  |
| 5.     | You Can Have Him                          | David Enloe                                   | 5:43  |
| Face 2 |                                           |                                               |       |
| 6.     | Summertime (instrumental)                 | George Gershwin, Ira Gershwin, DuBose Heyward | 2:49  |
| 7.     | Summertime                                |                                               | 2:39  |
| 8.     | Cotton Eyed Joe                           | Traditionnel                                  | 6:32  |
| 9.     | Return Home                               | Nina Simone                                   | 2:51  |
| 10.    | Wild Is the Wind                          | Dimitri Tiomkin, Ned Washington               | 4:55  |
| 11.    | Fine And Mellow                           | Billie Holiday, Arthur Herzog                 | 3:18  |

## Enregistrements
| Musicien     | Instrument   |  | Équipe technique      |              |
| ------------ | ------------ |  | --------------------- | ------------ |
| Nina Simone  | piano, chant |  | Bob Blake, Jack Gold  | producteur   |
| Jimmy Bond   | contrebasse  |  | Don Ross, Howard Berk | liner notes  |
| Albert Heath | batterie     |  | Herb Snitzer          | photographie |

## Réception
L'auteur et critique Scott Yanow indique sur AllMusic que c'est « l'un des meilleurs enregistrement de Nina Simone » et indique qu'alors que la chanteuse est au début de sa carrière elle se fait remarquer par un style unique en associant sur scène une technique classique au piano avec une voix folk et jazz relevée par des paroles protestataires sur les droits civiques aux États-Unis.